# Jean Alexandre Barré
Jean Alexandre Barré (Nantes, 25 de mayo de 1880 - Estrasburgo, 26 de abril de 1967) fue un neurólogo francés que en 1916 trabajó en la identificación del síndrome de Guillain-Barré, así como del síndrome de Barré-Liéou.

## Biografía

### Primeros estudios
Estudió medicina en Nantes, para luego realizar sus prácticas en París, donde fue influenciado por Joseph Babinski. En 1912 obtuvo su doctorado médico con una tesis sobre la artrosis asociada al tabes dorsal.

### Síndrome de Guillain-Barré-Strohl
Durante la Primera Guerra Mundial, trabajó en una unidad neurológica del VI ejército, dirigida por Georges Guillain, con quien inició una larga colaboración. En 1919 fue nombrado profesor de neurología en Estrasburgo.
Estaba especialmente interesado en la función vestibular y los trastornos asociados con el sistema vestibular. Fue fundador de la revista Revue d'oto-neuro-ophtalmologie.

## Prueba de Barré
También se le atribuye la "prueba de Barré", que puede diagnosticar la deriva del pronador o deriva piramidal. Esta prueba se realiza haciendo que el paciente estire las manos con las palmas de las manos hacia arriba, y pidiéndole que cierre los ojos. Si una mano cae involuntariamente (o después de golpear las palmas), la prueba indica un daño en el tracto piramidal. Una maniobra que a veces se utiliza para examinar las piernas en busca de parálisis piramidal latente se denomina "prueba de Mingazzzini" (llamada así por el neurólogo italiano Giovanni Mingazzini).

## Obras escritas
Barré fue autor de más de 800 artículos científicos. Con Guillain, fue coautor de Travaux neurologiques de guerre (1920), un libro publicado en tres ediciones. Su tesis doctoral, Les osteo-arthropathies du tabès, fue una continuación de la investigación de Jean Charcot sobre este trastorno.